# St. Andreas (Kleinkatzbach)
Koordinaten: 48° 17′ 28″ N, 12° 11′ 0,7″ O
Die Filialkirche St. Andreas ist ein barocker Bau, entstanden von 1663 bis 1665 im Katzbachtal und gehört zum Weiler Kleinkatzbach, einem Ortsteil der oberbayerischen Stadt Dorfen im Landkreis Erding.

## Geschichte
Nach Dokumenten aus den Freisinger Gerichtsakten bestand bereits 1490 eine Holzkapelle als Vorgängerbau, zu der auch eine Wallfahrt bestand. Auf Betreiben des Oberdorfener Pfarrers Georg Eberle – die Pfarrei Maria Dorfen wurde erst 1813 selbstständig und gehörte bis dahin zur Pfarrei Oberdorfen – wurde anstelle des Vorgängerbaus der heutige Bau von 1663 bis 1665 wohl durch den Baumeister Hans Kogler als dessen Erstlingswerk realisiert. Der erste Altar des Neubaus wurde von den edlen Westachern von Moosen gestiftet und konnte wohl aus dem Vorgängerbau übernommen werden. Die Einweihung des Neubaus erfolgte dann am 18. Oktober 1666 durch den Freisinger Weihbischof Kiener. Erst 1715 entstanden der heutige Andreas-Hochaltar und ein Maria-Hilf-Altar, der im Zug einer Renovierung 1857 entfernt wurde.

### Renovierungen
Im Laufe der Jahre wurde St. Andreas oft renoviert. Aus den vergangenen beiden Jahrhunderten sind folgende Renovierungsarbeiten bekannt:
| Zeitraum  | Renovierungsarbeiten                                                     |
| --------- | ------------------------------------------------------------------------ |
| 1836      | Reparatur der Turmkuppel                                                 |
| 1847      | Reparatur des Daches und Außensanierung                                  |
| 1857      | Vergoldung und Marmorierung des Hochaltars, Entfernung des Seitenaltares |
| 1890      | Neueindeckung des Dachstuhls                                             |
| 1912      | Neufassung des Altars                                                    |
| 1939      | Sanierung des Mauerwerks, Verputzarbeiten, Pflastern des Bodens          |
| 1987–1997 | Gesamtsanierung                                                          |

## Architektur

### Innenraum
Die Volksstühle sind durchgehend und haben keinen Mittelgang.
Eine Besonderheit stellt die gemauerte Kanzel dar, die nicht – wie üblich – aus Holz gefertigt ist. Der Aufgang erfolgt über die südöstlich angebaute Sakristei.

## Ausstattung

### Altar
Der Altar zeigt den heiligen Andreas oberkörperfrei und bärtig, im Hintergrund das Andreaskreuz.

### Glocken
Lange Zeit hatte die Filialkirche zwei Glocken. Die heute noch erhaltene Bronzeglocke wiegt 51 kg und klingt im Ton c. Sie soll aus dem Jahr 1566 stammen. Eine 44 kg schwere, aus dem Jahr 1665 stammende Glocke musste 1917 als Kriegstribut für den Ersten Weltkrieg abgegeben werden.